# Cap Outkholoktski
Le cap Outkholoktski ou cap Outkholok (en russe : Мыс Утхолок, mys Outkholok) est un cap situé dans le raïon de Tiguil, à l'ouest de la péninsule du Kamtchatka, dans l'Extrême-Orient russe. Le fleuve Outkholok se jette en sud du cap.
Les environs sont explorés pour la première fois par des Occidentaux à la fin du XVIIe siècle. Le cap et le fleuve du même nom figurent dans les plans dressés par Vladimir Atlassov sous le nom d'« Akkalan », qui sera repris sur les cartes du XVIIIe siècle avec différentes graphies : Okolon, Okalan, Etkola…. En 1739, Stepan Kracheninnikov enregistre deux autres variantes du nom : Utkholok et Okola-vayem, cette dernière porte une nette influence de la langue Koriak (en Koriak « vayam », signifie rivière). sur la Carte d'Ivan Lvov (v. 1700), est fait mention d'un village nommé Oultoshnoï (il s'agit probablement du petit village itelmène d'Outkholok. 
Les environs du cap sont protégés par la convention de Ramsar sur les zones humides depuis 1994,. Cette zone a une superficie de 49 800 ha.
Au nord du cap Outkholok se trouve la baie Kvachina. 